# Bibliotheek School 7
Bibliotheek School 7 is een openbare bibliotheek in de Nederlandse plaats Den Helder. Het is de hoofdvestiging van bibliotheekorganisatie KopGroep Bibliotheken. In het bibliotheekgebouw bevinden zich ook de Helderse Historische Vereniging en de Helderse Volksuniversiteit.

## Geschiedenis
In juni 1912 werd een vereniging 'Leeszaal voor Helder en omstreken' opgericht met als doel te Helder een leeszaal in te richten. De vereniging telde 300 leden in september 1912 en werd later die maand door de koningin erkend als rechtspersoon. De vereniging sloot zich aan bij de Centrale Vereniging voor Openbare Leeszalen en Bibliotheken. Op 12 juli 1913 werd de Openbare Leeszaal geopend op de oosthoek van de Breewater- en Californiestraat. In september 1913 gingen de boeken van de bibliotheek van de Helderse afdeling van de Maatschappij tot Nut van 't Algemeen over naar de Openbare Leeszaal.
Al in de jaren 1930 was er de wens om een nieuw bibliotheekgebouw te bouwen. Door een achteruitgang in de financiën was dit er toen de Tweede Wereldoorlog uitbrak nog niet van gekomen. Na een mindere periode tijdens deze oorlog groeide de bibliotheek in de jaren daarna. In 1955 werd besloten tot nieuwbouw. De gemeente Den Helder liet een nieuwe bibliotheek bouwen op de hoek tussen de Hector Treubstraat en de Middenweg, deze werd geopend in 1965.
De bibliotheek fuseerde in 1974 met de Rooms-Katholieke Bibliotheek waarna er werd uitgebreid naar Nieuw-Den Helder en in 1975 naar De Schooten. Enkele jaren daarna opende er een vestiging in Julianadorp. Vanaf eind jaren 1970 was uitbreiding noodzakelijk en in 1982 opende een nieuwe centrale bibliotheek aan het Bernhardplein. In 2008 ging de bibliotheek op in de fusiestichting KopGroep Bibliotheken. De vestiging in De Schooten sloot in 2012 haar deuren maar opende later weer als kleine vestiging.
In 2016 verhuisde de bibliotheek voor een derde keer en nam het haar intrek in de verbouwde voormalige School 7, de opening vond plaats op 21 mei 2016. De bibliotheek werd in 2017 uitgeroepen tot beste bibliotheek van Nederland en won daarmee de NBD Biblion Award. Een jaar later werd de bibliotheek uitgeroepen tot beste bibliotheek ter wereld, categorie 'nieuwe bieb in bestaand gebouw', en ontving de Public Library of the Year Award van de IFLA. Samenwerking met lokale partners alsook architectuur en inrichting werden geprezen door de jury. Het bedrag van 5000 dollar dat aan de prijs was verbonden werd besteed aan boeken en materialen voor kinderen.